# Green Ore
Green Ore är en by i civil parishes Chewton Mendip och St. Cuthbert Out, i enhetskommunen Somerset, i grevskapet Somerset, i England. Byn är belägen 5 km från Wells. Green Oare var en civil parish 1858–1885 när blev den en del av Chewton Mendip. Civil parish hade 7 invånare år 1881.